# Buzăiel, Brașov
Buzăiel este un sat în comuna Vama Buzăului din județul Brașov, Transilvania, România.